# Ainodake
Ainodake o monte Aino (en japonés: 間ノ岳 Aino-dake, que significa literalmente 'La Cima Central') es la cuarta montaña más alta de Japón y la segunda más alta de las Montañas Akaishi. Se encuentra entre las cien montañas más famosas del país. Tiene 3 189 metros de altura. Se sitúa en el Parque Nacional de los Alpes del Sur (en japonés: 南アルプス Minami Arupusu).

## Geografía
La montaña se encuentra a tres kilómetros al sur de Kitadake, en la cadena montañosa Akaishi. La cordillera tiene tres picos principales: Kitadake, Ainodake y Nootoridake; los tres juntos se llaman 'Las Tres Montañas Blancas' (en japonés: 白根三山 Shirane-sanzan).
Al este de la cima se encuentra el glaciar Hosozawa (en japonés: 細沢カール Hosozawa-kaaru).